# Курея (Псковская область)
Курея — деревня в Плюсском районе Псковской области. Входит в городское поселение Плюсса.

## География
Деревня расположена на берегу реки Курея, при её впадении в Плюссу, в 5 км (по дорогам) к югу от районного центра — посёлка Плюсса. Западнее находится деревня Гривцево.

## Население
| 2001 | 2002 | 2010 |
| ---- | ---- | ---- |
| 243  | ↘204 | ↘147 |

Численность населения деревни составляла 243 жителя по данным на конец 2000 года.

## История
До 2015 года деревня входила в Плюсскую волость, до 1995 года — в Плюсский сельсовет.